# Sh2-185
Sh2-185 è una nebulosa a emissione e a riflessione, visibile nella costellazione di Cassiopea; consiste in due regioni nebulose distinte dalle caratteristiche differenti fra di loro.

## Osservazione
La sua posizione si individua con molta facilità grazie al fatto che circonda la brillante stella γ Cassiopeiae, una stella Be ben nota per essere il prototipo delle variabili γ Cassiopeiae, appartenenti a una classe di stelle giovani e molto calde; la parte brillante si individua in particolare in direzione nordest rispetto alla stella, dove sono presenti due addensamenti nebulosi noti come IC 59 e IC 63. Nelle fotografie è ben evidente il colore rossastro del gas ionizzato frammisto al bluastro delle polveri che brillano per riflessione della luce azzurra della stella.
La sua osservazione è possibile specialmente dalle regioni dell'emisfero boreale, a causa dell'elevata declinazione settentrionale; nel cielo serale raggiunge il culmine nei mesi autunnali, fra ottobre e dicembre. Dall'emisfero australe è possibile osservarla solo a partire dalle regioni subtropicali, fino all'equatore.

## Struttura
Sh2-185 consiste in un sistema di nubi in parte ben illuminate, situate alla stessa distanza di γ Cassiopeiae; le sezioni più brillanti sono costituite dalle due nebulose catalogate nell'Index Catalogue: IC 63, la più meridionale, mostra un'evidente struttura a filamenti di gas, con delle emissioni ottiche dominate dal colore rosso, mentre IC 59, a nord, appare come una nube dal colore in parte tendente al blu e priva di una struttura organizzata. In particolare, IC 63 consiste in una regione di idrogeno ionizzato e mostra segni evidenti di fotolisi. Tale fenomeno è molto evidente soprattutto in IC 59, mentre in IC 63 la presenza della forte radiazione ultravioletta suggerisce la formazione di una zona di idrogeno neutro attraverso la dissociazione dell'idrogeno molecolare. Uno studio condotto nel 1997 mette in evidenza come probabilmente le due nebulose non si trovino esattamente alla stessa distanza rispetto a γ Cassiopeiae: in particolare, IC 63 appare direttamente connessa alla stella, mentre IC 59 sarebbe leggermente più lontana; ciò spiegherebbe le differenze fra le due nebulose. Inoltre, mentre i fenomeni di fotolisi sembrano essere completamente terminati in IC 59, nella seconda nube sarebbero ancora in atto, sebbene a livelli molto bassi.
In direzione della regione nebulosa si osserva anche la sorgente IRAS 00556+6048, la quale però sarebbe posta a una distanza maggiore rispetto alle nebulose; anche questa sorgente mostra segni di presenza di una regione H I e la mancanza di emissioni nel continuum radio farebbe intendere che anche in questa regione vi sono evidenze di fotolisi ad opera della radiazione di una stella.

## Bibliografia

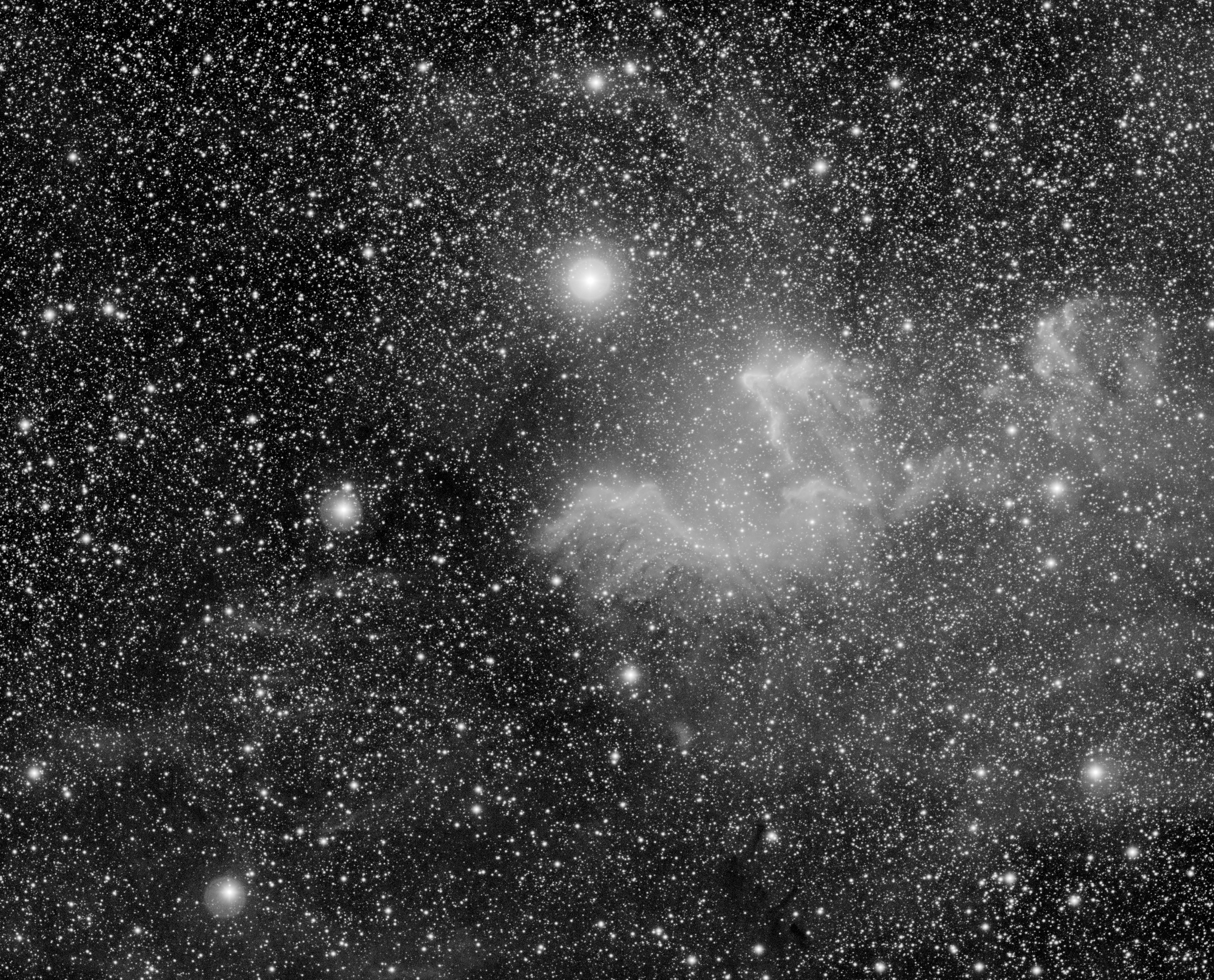
Fotografia monocromatica in corrispondenza della lunghezza d'onda Hα della nebulosa Sh2-185.